# Direction des systèmes d'information (Bénin)
Pour les articles homonymes, voir Direction des systèmes d'information.
La Direction des Systèmes d'Informations en abrégé DSI est une direction générale  du Ministère de l'économie et  des finances du Bénin. À sa tête Paterne Soumaho nommé par Décret du Président de la République du Bénin Patrice Talon.

## Missions et attributions

### Mission
La tâche principale de la Direction des Systèmes d'Information (DSI) est de surveiller et d'appliquer la politique du Ministère en ce qui concerne la structuration et l'automatisation des services.

### Attributions
La DSI a pour responsabilités de,:
- Formuler la politique informatique du Ministère et garantir sa mise en place;
- Piloter la réalisation du plan directeur informatique du Ministère;
- Développer et mettre en œuvre des applications spécifiques pour les différentes directions;
- Mettre à jour régulièrement, en collaboration avec le responsable de la Cellule de Communication, le site web du Ministère;
- Assurer la maintenance des équipements informatiques du Ministère;
- Fournir une assistance et des conseils à toutes les entités du Ministère;
- Concevoir, installer et gérer l'ensemble du réseau de communication du Ministère, en veillant à la cohésion du réseau informatique;
- Évaluer l'organisation et les procédures du Ministère, et le cas échéant, proposer des solutions optimales pour la réorganisation et la modernisation.

## Organisations
La DSI comprend,:
- La direction de l’informatique et du Pré-archivage
- Le Service Gestion des Projets Informatiques;
- Le Service Maintenance et Réseaux;
- Le Service Organisation et Méthodes;
- Le Service de Pré-archivage et de Gestion des Savoirs.
- Le Service des Relations avec les Usagers
- Le Responsable à la Sécurité des Systèmes d’Information
- La Cellule Chargée de la Gestion des Ressources
- L'Unités Régionales de Support Technique
- La Division Communication et Web
- La Division Réseaux
- La Division Maintenance et Support Technique
- La Division Système
- La Division Gestion des Risques et Continuité des Activités
- La Division Division Sources Documentaires et Formations
- La Division Audit, Normes et Vérification des Systèmes d’Information
- La Division de la Gestion des Savoirs
- La Division Stratégie du Système d’Information
- La Division Accueil, Renseignement et Prestation de Service en Ligne
- La Division des Relations avec les Structures Techniques
- Le Responsable du Suivi de la Veille Technologique des Systèmes d’Information
- Le Secrétariat Administratif.

## Siège
La DSI se trouve au sein du Ministère de l'économie et  des finances à Cotonou.